# Rions
Rions é uma comuna francesa na região administrativa da Nova Aquitânia, no departamento da Gironda. Estende-se por uma área de 10,69 km². Em 2010 a comuna tinha 1 577 habitantes (densidade: 147,5 hab./km²).